# 172
172 (сто седемдесет и втора) година по юлианския календар е високосна година, започваща във вторник. Това е 172-рата година от новата ера, 172-рата година от първото хилядолетие, 72-рата година от 2 век, 2-рата година от 8-о десетилетие на 2 век, 3-та година от 170-те години. В Рим е наричана Година на консулството на Сципион и Максим (или по-рядко – 925 Ab urbe condita, „925-а година от основаването на града“).

## Събития
- Консули в Рим са Сервий Сципион Орфит и Секст Квинтилий Максим.
- Тациан Сирийски обединява четирите евангелия в своя „Диатесерион“,